# Supercoppa di Germania 2022
La Supercoppa di Germania 2022 (ufficialmente DFL-Supercup 2022) è stata la ventitreesima edizione della Supercoppa di Germania.
Si è svolta il 30 luglio 2022 alla Red Bull Arena di Lipsia tra il RB Lipsia, vincitore della Coppa di Germania 2021-2022, e alla prima partecipazione nella competizione, e il Bayern Monaco, vincitore della Bundesliga 2021-2022.
Il trofeo è stato vinto dal Bayern Monaco, al decimo successo nella competizione, il terzo consecutivo.

## Partecipanti
| Squadre       | Qualificazione                       | Partecipazioni precedenti (il grassetto indica la vittoria)                                   |
| ------------- | ------------------------------------ | --------------------------------------------------------------------------------------------- |
| RB Lipsia     | Vincitore della DFB-Pokal 2021-2022  | Nessuna                                                                                       |
| Bayern Monaco | Vincitore della Bundesliga 2021-2022 | 15 (1987, 1989, 1990, 1994, 2010, 2012, 2013, 2014, 2015, 2016, 2017, 2018, 2019, 2020, 2021) |

## Tabellino
| Arbitro: | Robert Schröder (Hannover) |

|                                            |           |                                                       |
| Halstenberg 59’ Nkunku 77’ (rig.) Olmo 89’ | Marcatori | 14’ Musiala 31’ Mané 45’ Pavard 66’ Gnabry 90+8’ Sané |

| RB Lipsia | Bayern Monaco |

| P                | 1  | Péter Gulácsi      |       |       |
| D                | 2  | Mohamed Simakan    | 36’   | 79’   |
| D                | 4  | Willi Orban        |       |       |
| D                | 23 | Marcel Halstenberg |       |       |
| C                | 16 | Lukas Klostermann  | 90+2’ |       |
| C                | 27 | Konrad Laimer      |       |       |
| C                | 44 | Kevin Kampl        |       | 52’   |
| C                | 39 | Benjamin Henrichs  |       |       |
| A                | 17 | Dominik Szoboszlai |       | 90+1’ |
| A                | 10 | Emil Forsberg      |       | 52’   |
| A                | 18 | Christopher Nkunku |       |       |
| A disposizione:  |    |                    |       |       |
| P                | 21 | Janis Blaswich     |       |       |
| D                | 25 | Sanoussy Ba        |       |       |
| C                | 7  | Dani Olmo          |       | 52’   |
| C                | 8  | Amadou Haidara     |       | 90+1’ |
| C                | 24 | Xaver Schlager     |       |       |
| C                | 38 | Hugo Novoa         |       | 79’   |
| A                | 19 | André Silva        |       | 52’   |
| Allenatore:      |    |                    |       |       |
| Domenico Tedesco |    |                    |       |       |

| P                 | 1  | Manuel Neuer      | 90+7’ |     |
| D                 | 5  | Benjamin Pavard   |       | 78’ |
| D                 | 2  | Dayot Upamecano   |       | 78’ |
| D                 | 21 | Lucas Hernández   | 73’   |     |
| D                 | 19 | Alphonso Davies   |       |     |
| C                 | 6  | Joshua Kimmich    | 64’   |     |
| C                 | 18 | Marcel Sabitzer   |       |     |
| C                 | 25 | Thomas Müller     |       | 68’ |
| C                 | 42 | Jamal Musiala     |       | 60’ |
| A                 | 7  | Serge Gnabry      |       | 78’ |
| A                 | 17 | Sadio Mané        |       |     |
| A disposizione:   |    |                   |       |     |
| P                 | 26 | Sven Ulreich      |       |     |
| D                 | 4  | Matthijs de Ligt  |       | 78’ |
| D                 | 23 | Tanguy Nianzou    |       |     |
| D                 | 40 | Noussair Mazraoui |       | 78’ |
| D                 | 44 | Josip Stanišić    |       |     |
| C                 | 38 | Ryan Gravenberch  |       | 68’ |
| A                 | 10 | Leroy Sané        | 87’   | 78’ |
| A                 | 11 | Kingsley Coman    |       | 60’ |
| A                 | 32 | Joshua Zirkzee    |       |     |
| Allenatore:       |    |                   |       |     |
| Julian Nagelsmann |    |                   |       |     |